# Indo-Scytowie

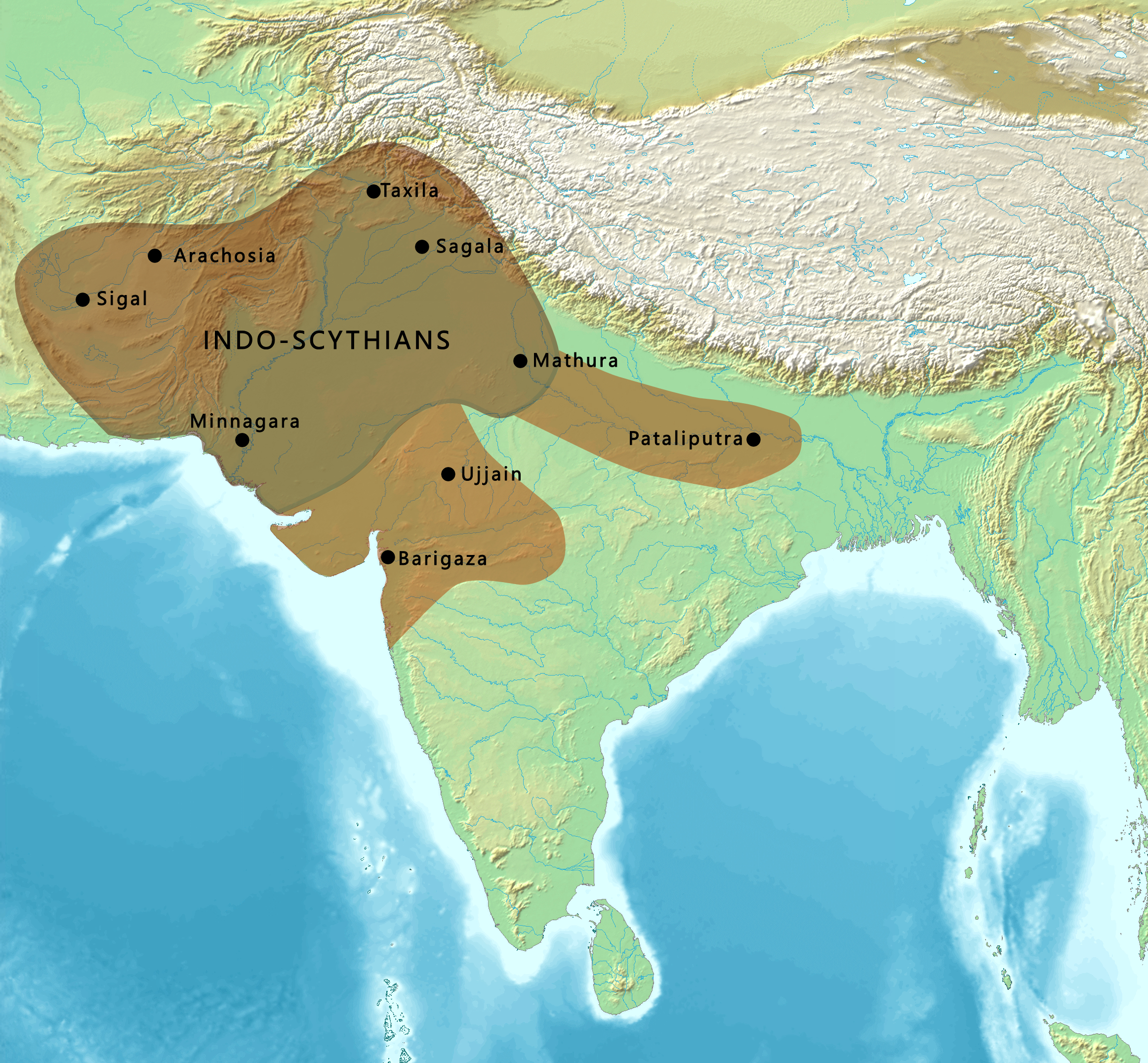
Mapa terytoriów Indo-Scytów

Indo-Scytowie byli grupą koczowniczych ludów irańskich pochodzenia scytyjskiego, które migrowały z Azji Środkowej na południe do współczesnego Pakistanu i północno-zachodnich Indii od połowy II wieku p.n.e. do IV wieku n.e. Spokrewnieni, a niekiedy utożsamiani z Sakami (w literaturze angielskiej występuje też nazwa Indo-Sakowie).
Indo-Scytowie podbili Królestwo Indo-Greckie i inne lokalne królestwa w północno-zachodnich Indiach; z czasem ulegli innym grupom takim jak Indo-Partowie i Państwu Kuszanów.
Najbardziej znanym władcą Indo-Scytów był Azes I.